# Solotvyno (gemeente)
Solotvyno (Oekraïens: Солотвино, Hongaars: Aknaszlatina) is een gemeente in het Oblast Transkarpatië in Oekraïne. De gemeente is in 2020 gevormd en is gelegen aan de rivier de Tisza.
De gemeente bestaat uit de volgende plaatsen:
- Bila Tserkva (Біла Церква)
- Dobrik
- Gluboki Potok
- Nysjnja Apsja
- Pesjtsjera (Пеще́ра)
- Podisjor (Подішо́р)
- Serednje Vodjane (Середнє Водяне)
- Solotvyno
- Toptsjino (Топчино)